# Diospyros amanap
Diospyros amanap är en tvåhjärtbladig växtart som beskrevs av B. Walln. Diospyros amanap ingår i släktet Diospyros och familjen Ebenaceae. Inga underarter finns listade i Catalogue of Life.